# مياه النيل (كتاب)
كتاب مياه النيل